# Trịnh Căn

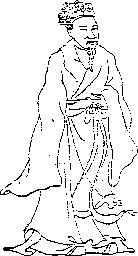
Porträt von Trịnh Căn aus dem Buch Trịnh Gia Chính Phả

Trịnh Căn (chữ Hán: 鄭梉; * 18. Juli 1633, † 17. Juni 1709), posthumer Name: Khang Vương (康王), Tempelname: Chiêu Tổ (鄭昭祖) war der vierte offiziell proklamierte Trịnh-Fürst, der Đàng Ngoài (Tonkin) von 1682 bis 1709 regierte. Sein Herrschertitel lautete Định Nam Vương (定南王).
Trịnh Căn ist der älteste Sohn des dritten Trịnh-Fürsten, Trịnh Tạc. Schon in jungen Jahren machte er sich auf dem Schlachtfeld einen Namen und beteiligte sich an drei von sieben Konflikten zwischen den Adelsfamilien Trịnh und Nguyễn, bei denen am Ende keine Partei einen entscheidenden Sieg errang und die beiden anschließend dem Fluss Gianh als Grenze ihrer jeweiligen Herrschaftsgebiete nahmen. Im Jahr 1674 wurde Trịnh Căn der Titel Vương (王) verliehen und er übernahm die Regierungsgeschäfte anstelle seines alternden Vaters Trịnh Tạc. Nach dem Tod von Trịnh Tạc übernahm Trịnh Căn 1682 offiziell die Thronfolge.
Trịnh Căn regierte Đàng Ngoài in einer Zeit des Friedens und des allgemeinen Wohlstands. Er beseitigte die verbliebenen Kräfte der Mạc-Dynastie in Cao Bằng und die Bầu-Fürsten in Tuyên Quang und beendete den Krieg mit den Nguyễn-Fürsten im Süden. Er widmete seine Zeit an Verwaltungsangelegenheiten, Bildungs- und Wirtschaftsreformen mithilfe zahlreicher Gelehrten und Intellektuellen wie Nguyễn Danh Nho, Nguyễn Quý Đức, Nguyễn Tông Quai oder Đặng Đình Tướng. Eine seiner Verbesserungen bestand darin, alle Regierungsbeamten zu Prüfungen zu zwingen, um Ehrlichkeit zu fördern und die Anzahl unfähige Beamte zu reduzieren und zu entlassen. Er reformierte auch Gesetze und Strafen, indem beispielsweise Verstümmelung keine Strafe mehr für Verbrechen war und öffentliches Glücksspiel verboten wurde. Er versuchte auch, die von der Qing-Dynastie illegal annektierten Grenzgebiete zurückzuerobern, scheiterte aber. Trịnh Căn widmete sich auch an kulturellen Angelegenheiten, indem er Gedichte schrieb und das Schreiben von Büchern förderte.
Trịnh Căn starb 1709 und der Fürstenthron ging an seinen Urenkel Trịnh Cương über.

## Kindheit und Jugend
Trịnh Căn wurde am 18. Juli 1633 in der Hauptstadt Thăng Long geboren. Er war der vierte Sohn des Provinzherzogs Tây, Trịnh Tạc, und der Enkel des damaligen Fürsten Trịnh Tráng. Da alle seine drei älteren Brüder früh starben, galt er als ältester Sohn des Provinzherzogs Tây (Trịnh Tạc). Seine leibliche Mutter war Vũ Thị Ngọc Lễ, Trịnh Tạcs zweite Frau.
Als Kind galt Trịnh Căn nicht als Kandidat für die Thronfolge, da sein ältester Onkel, Provinzherzog Sùng Trịnh Kiều, seine eigene Residenz hatte und über Staatsangelegenheiten urteilte – eine Aufgabe für die Festigung seiner Position als Erbe des Fürstenthrons. Trịnh Kiều starb jedoch um 1642 und sein Sohn, Trịnh Hoành, war noch minderjährig. Daher wurde Trịnh Căns Vater zum Erben des Fürstenthrons.

## Teilnahme und Einsatz auf dem Schlachtfeld

### Krieg gegen die Nguyễn-Fürsten

#### Beseitigung des Onkels

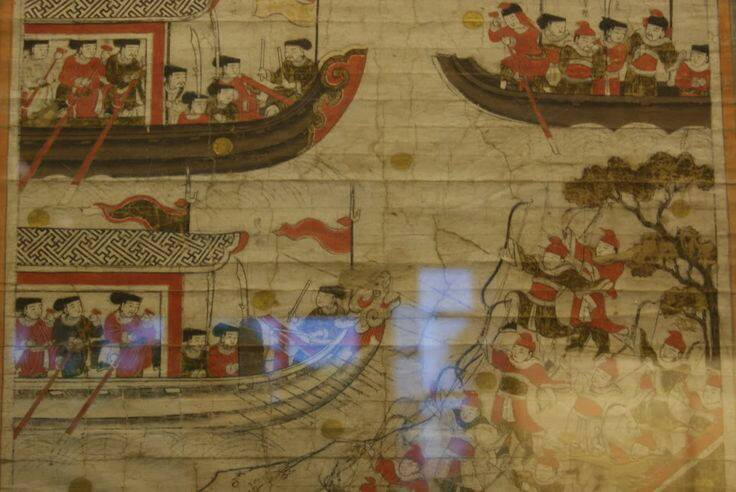
Eine Illustration des Trịnh-Nguyễn-Krieg, wo Trịnh Căn in seinen jungen Jahren sich einen Namen als Oberbefehlshaber der Trịnh-Truppen auf dem Schlachtfeld machte.

Trịnh Căn wuchs im Höhepunkt des Krieges zwischen den Adelsfamilien Trịnh und Nguyễn auf. Fürst Trịnh Tráng, Trịnh Căns Großvater, führte vier erfolglose und verlustreiche Kampagnen gegen die Nguyễn-Fürsten im Süden. Im April 1655 sandte der Nguyễn-Fürst zwei berühmte Generäle, Nguyễn Hữu Tiến und Nguyễn Hữu Dật, um Truppen zum ersten Mal über den Gianh-Fluss nach Norden zu führen, wobei Bắc Bố Chính und sieben Bezirke Nghệ Ans besetzt wurden. Die Trịnh-Armee wurde in ihr Lage in An Trường zurückgedrängt, was dazu führte, dass das Heimatland vom Lê-Monarchen und den Trịnh-Fürsten in Thanh Hóa ernsthaft bedroht wurde.
Im Jahr 1655 befehligte Trịnh Tạc persönlich die Trịnh-Truppen gegen die Nguyễn-Truppen, kehrte jedoch danach in die Hauptstadt zurück, wo er durch Herzog Ninh quốc công Trịnh Toàn, Fürst Trịnh Trángs jüngster Sohn und Trịnh Căns Onkel, ersetzt wurde, der im Norden Nghệ Ans stationiert war. Toàn führte die Truppen in den Kampf gegen die Nguyễn-Truppen, wurde vom General Nguyễn Hữu Tiến trotz zwei gewonnenen Schlachten in Hương Bộc und Đại Nại besiegt und musste sich nach An Trường zurückziehen. Im Mai 1656 wurde Trịnh Căn zum Vizegeneral ernannt und führte Truppen nach Nghệ An, um Trịnh Toàn zu unterstützen. Laut dem Historiker Phạm Văn Sơn bestand sein eigentliches Ziel jedoch darin, die Autorität von Trịnh Toàn zu kontrollieren und zu spalten.  Am 8. August 1656 traf Trịnh Căn Trịnh Toàn in An Trường. In den nächsten Monaten wurde Trịnh Toàn bei den Truppen stetig beliebter, was beim neuen Fürsten Trịnh Tạc ein Dorn im Auge war.  Trịnh Toàn wurde anschließend den Verrat beschuldigt. Daraufhin waren die Generäle von Trịnh Toàn besorgt, dass ihr Anführer in Gefahr sei, und liefen zur Nguyễn-Armee über. Die Truppen stellten sich dann auf die Seite Trịnh Căns. Trịnh Toàn hatte Angst, also ging er zu seinen Neffen und bat um Gnade. Trịnh Căn forderte Trịnh Toàn, sich in die Hauptstadt zurückzukehren, um auf Befehle zu warten. Trịnh Toàn kehrte widerwillig zurück und wurde direkt bis zu seinem Tod eingesperrt.  Nach der Beseitigung von Trịnh Toàn wurde Trịnh Căn der neue Oberbefehlshaber der Trịnh-Armee in Nghệ An.

#### Zwei Kampagnen nach Süden
Am Ende 1661 begleitete Fürst Trịnh Tạc Kaiser Lê Thần Tông für die Kampagne gegen die Nguyễn-Fürsten im Süden. Der Kaiser und der Fürsten schlugen ihr Lager in Phù Lộ im Bezirk Bắc Bố Chính. Trịnh Căn wurde zum Kommandeur ernannt und teilte drei Routen zusammen mit den Generälen Hoàng Thể Giao, Đào Quang Nhiêu und Lê Thời Hiến über den Gianh-Fluss auf. Die Trịnh-Armee kämpfte monatelang erfolglos gegen die Nguyễn-Truppen und zog sich in das Dorf Phúc Tự zurück. Im März 1662 war die Expeditionsarmee der Trịnh müde und ihnen fehlte es an Proviant. Sie gerieten außerdem in einem Hinterhalt. Trịnh Căn verließ sein Lager und rannte davon. Daraufhin zog Trịnh Tạc seine Armee zurück und brachte den Kaiser zurück in die Hauptstadt. Nach dieser Kampagne verstärkten die Nguyễn-Fürsten ihre Verteidigungsanlagen in Trấn Ninh, die die Verteidigungsanlagen in Đồng Hới ergänzten.
Im Jahr 1672 beschloss Trịnh Tạc, eine weitere Kampagne gegen den Süden zu führen. Diese Kampagne war die letzte der sieben großen Schlachten zwischen der Trịnh- und Nguyễn-Fürsten im 17. Jahrhundert. Im Juni 1672 begleitete Fürst Trịnh Tạc Kaiser Lê Gia Tông in das Bezirk Bắc Bố Chính und ernannte Trịnh Căn zum Oberbefehlshaber aller Seestreitkräfte, wobei Lê Thời Hiến die Infanterie anführte. Diesmal bestand die Streitmacht der Trịnh-Fürsten aus 100.000 Soldaten, Gerüchte zufolge war dies jedoch 180.000. Im Herbst 1672 erhielt Trịnh Căn den Befehl, 800 Langboote und Kriegsschiffe für den Angriff auf die Sandbank Trường Sa mitzubringen. Als sie an der Nhật-Lệ-Mündung ankamen, ließen die Truppen die Boote zurück und führte einen Hinterhaltsangriff gegen die Nguyễn-Armee. Trịnh Căn schickte dreißig Kriegsschiffe zur Unterstützung der Infanterie, damit die Nguyễn-Armee den Fluss nicht überqueren konnte. Der Befehlshaber der Nguyễn-Armee, Nguyễn Phúc Hiệp, der zweite Sohn des Nguyễn-Fürsten Nguyễn Phúc Tần, errichtete Geschütze und Kanonen in der Zitadelle Trấn Ninh und an der Mũi-Nậy-Brücke, um den Geschützen der Trịnh-Armee entgegenzutreten. Die beiden Seiten kämpften zwei Monate lang in Trấn Ninh. Später, als Trịnh Căn seine Armee an das Nordufer des Gianh-Flusses für die Einnahme der Nhật-Lệ-Mündung führte, erlitt er plötzlich einen Schlaganfall und wurde schwer krank. Fürst Trịnh Tạc schickte heimlich jemanden, der ihn zur Behandlung in die Hauptstadt zurückbrachte. Jedoch wurde dies geheim gehalten, aus Angst, dass die Truppen entmutigt würden. Nicht lange danach musste der Trịnh-Fürst seine Armee in die Hauptstadt zurückziehen, da die Lage nicht rosig war und es Gerüchte über eine Rebellion in Thăng Long gab. Die Kämpfe zwischen der Trịnh- und Nguyễn-Fürsten hörten von da an auf und der Gianh-Fluss wurde als Grenze zwischen den Herrschaftsgebieten beider Fürstenfamilien gewählt. Diese Situation blieb bestehen, bis die Tây-Sơn-Bewegung 100 Jahre später revoltierte.

### Kampagne gegen die Mạc-Dynastie in Cao Bằng
Seit ihrer Vertreibung aus Thăng Long im Jahr 1592 flohen die Anhänger die Mạc-Dynastie nach Cao Bằng und verließ sich auf die Unterstützung der chinesischen Ming- und Qing-Dynastien für die Sicherung ihres Herrschaftsgebiets in Cao Bằng, was dazu führte, dass der Lê-Trịnh-Hof in Thăng Long die Mạc-Dynastie jahrelang nicht endgültig besiegen konnte. Im Jahr 1667 führte Trịnh Căn als Oberbefehlshaber einen Angriff auf Mạc Kính Vũ in Cao Bằng. Als Kính Vũ davon hörte, flohen er und seine Untertanen in das Territorium der Qing-Dynastie. Die Trịnh-Truppen verfolgten und nahmen Anhänger der Mạc-Dynastie gefangen und erbeuteten zahlreiche Ressourcen und Waffen. Jedoch konnte Mạc Kính Vũ in das Territorium der Qing-Dynastie fliehen. Nach dem Abzug der Trịnh-Armee im Jahr 1669 forderte Kính Vũ die Intervention die Qing-Dynastie für seine Rückkehr nach Cao Bằng. Im Jahr 1677 sandte der Trịnh-Fürst den General Đinh Văn Tả, um eine Kampagne nach Cao Bằng zu führen und die Mạc-Dynastie endgültig zu besiegen. Letztendlich wurde die Mạc-Dynastie in dieser Kampagne endgültig zerschlagen, was ihr Ende bedeutete.

## Herrschaft

### Innenpolitik

#### Übernahme der Regierungsgeschäfte
Am 19. August 1674 bat Fürst Trịnh Tạc den Kaiser Lê Gia Tông aufgrund seines hohen Alters und seiner schwachen Gesundheit, Trịnh Căn für das Erbe der Thronfolge zum Marschall und Staatsregenten mit dem Titel Định Nam vương zu ernennen. Trịnh Căn proklamierte sich selbst auch als Vizekönig.  Trịnh Tạc starb am 24. September 1682 und Trịnh Căn bestieg den Fürstenthron. Im Sommer 1684 wurde Trịnh Căn gemäß einem Edikt des Königs zum Großmarschall und Staatsregenten mit dem Titel Thượng Thánh Phụ sư Thịnh công Nhân Minh Uy Đức Định vương ernannt. Zudem gewährte der Lê-Kaiser ihm Privilegien, beispielsweise indem er seinen Namen nicht in die Dokumente eintragen musste, sich beim Eintritt in den Hof nicht verbeugen musste oder links neben dem Kaiser in den Versammlungen des Kaiserhofes sitzen durfte.

#### Verwaltung von Đàng Ngoài
Trịnh Căn setzte die Karriere seines Vaters fort und konzentrierte sich auf die Konsolidierung des Regierungsapparats in Đàng Ngoài. Er verließ sich auf berühmte Gelehrte wie Nguyễn Danh Nho, Nguyễn Quý Đức oder Nguyễn Tông Quai. Im Jahr 1684 erließ Trịnh Căn einen Edikt an den Beamten, Aktivitäten zur Verbesserung der Lebensbedingungen des Volkes durchzuführen. In diesem Edikt bestand darin, dass die Beamten am Jahresende die Lebensgrundlagen einer Person berichten und daraus Lösungen entwickeln sollten.
Um die nördliche Grenze nach vielen Kriegsjahren zu kontrollieren, ließ Trịnh Căn das Tu-Tri-Buch (1694) veröffentlichen, das ähnlich einer Art schriftlicher Karte aussah, um das Đàng-Ngoài-Staatsgebiet von der Regierungsebene bis zu den kleinsten Verwaltungseinheiten aufzuzeichnen.
Im Jahr 1697 verbot Fürst Trịnh Căn das Glücksspiel und erließ Gesetze zur Bestrafung von Glücksspielern.
Früher wurden Gerichtsverfahren von den Ämtern verhandelt und wenn jemand mit dem Urteil nicht einverstanden war, durfte er beim Zensuramt Berufung einlegen, damit das Gericht Beamte zur erneuten Untersuchung schicken konnte. Nach Abschluss des Falles wurden die Stellen der Untersuchungsbeamten jedoch abgeschafft. Im Jahr 1696 wurde der Papierkram für Gerichtsverfahren immer komplizierter und deshalb wurden zivile und militärische Beamte abwechselnd mit der Untersuchung beauftragt. Später wurde in der Regierung offiziell das Büro Thiêm sai eingerichtet, um Gerichtsverfahren zu untersuchen.
Im Jahr 1702 gab es in den Provinzen Thanh Hoa und Nghệ An Probleme mit desertierten Soldaten, was zu einem Mangel an Soldaten führte. Die Militäroffiziere gingen zu den Haushältern, um junge Männer für den Militärdienst zu rekrutieren. Sie verlangten Bestechungsgelder der Reichen und zwangen die Armen, der Armee beizutreten. Der Hof diskutierte, ob man den Mangel an Soldaten akzeptieren oder die Verhaftungen erhöhen sollte. Während der Diskussion legte Nguyễn Quán Nho dar, dass eine Reduzierung der Anzahl Soldaten nur den Dörfern zugute käme, da sie massenhaft arm sein wollten, um nicht in der Armee beitreten zu müssen. Quán Nho schlug vor, dass an Gegenden, wo Soldaten desertiert hatten und niemand da war, um sie zu ersetzen, die Provinzgouverneure ermächtigt werden sollten, die Deserteure in den Haushältern zu verhaften. Außerdem sollte die Zwangsrekrutierung von Soldaten abgeschafft werden, um Konflikte zu vermeiden. In den armen Gegenden sollte eine Petition eingereicht werden, in der die Angelegenheiten für die Entscheidung des Hofes klar dargelegt werden mussten.
Im Jahr 1707 ordnete er die Wiedereinführung des Prüfungssystems und der Schonfrist für Menschen an, die ihre Heimat aufgrund Hungersnöte verlassen hatten. Diejenigen, die geflohen waren, wurden fünf Jahre lang von Steuern und Frondiensten befreit; diejenigen, die aber arm zurückgekehrt waren, wurden drei Jahre lang von Steuern befreit.

#### Religions- und Ausländerpolitik
Wie seine Vorgänger verbot Fürst Trịnh Căn den Katholizismus im Herbst 1696, indem er strenge Untersuchungen und Verhöre anordnete, Kirchen zerstörte und heilige Schriften verbrannte. Doch letztlich verbot er den Menschen nicht, dem Katholizismus zu folgen.
In Hinsicht auf die Ausländerpolitik förderte er die Niederlassung die Chinesen in Đàng Ngoài und sie wurden gezwungen, sich strikt an die Bräuche von Đại Việt zu halten.

#### Beseitigung der Bầu-Fürsten und der Mạc-Dynastie
Während Fürst Trịnh Căns Herrschaft unterwarf Vũ Công Tuấn, der Bầu-Fürst in Tuyên Quang, nominell der Lê-Dynastie mit dem Titel eines Bezirkherzogs (viet. Khoan quận công), regierte Tuyên Quang jedoch semi-unabhängig. Im Jahr 1672 rebellierte er offen und gemeinsam mit den übriggebliebenen Anhängern der Mạc-Dynastie sorgte Vũ mit seinen Truppen häufig die umliegenden Gebiete für Chaos. Im Jahr 1686 verbündete sich Vũ Công Tuấn mit dem Nung, um die Grenzgebiete von Tuyên Quang und Hưng Hóa zu erobern und zu plündern. Fürst Trịnh Căn schickte Nguyễn Công Triều, um einen Angriff auf die Nung zu führen, was aber dazu führte, dass die Nung zurückkehrten. Dann schickte Fürst Trịnh Căn General Trịnh Cấp, um die Rebellion der Nung niederzuschlagen. Obwohl es ihm gelang, das Volk der Nung zurückzuschlagen, ließ Trịnh Cấp zu, dass seine Soldaten die Einheimischen unterdrückten. Als Trịnh Cấp in die Hauptstadt zurückkehrte, wurde er nicht belohnt.
Vũ Công Tuấn floh nach Yunnan. Im Sommer 1689 wurden Lê Hải und Đặng Đình Tướng für die Angriffskampagne gegen die Bầu-Fürsten geschickt. Lê Hải forderte in einen Brief an den Gouverneur von Yunnan auf, die 120 gefangenen Anhänger der Bầu-Fürsten zurückzugeben. Nach der Kampagne wurde Vũ Công Tuấn in die Hauptstadt gebracht und hingerichtet. Nach mehr als 100 Jahren Semi-Unabhängigkeit unter der Herrschaft der Bầu-Fürsten wurde Tuyên Quang offiziell an Đàng Ngoài eingegliedert.

### Außenpolitik

#### Lan Xang (Laos)
1694 starb Sulinyavongsa (1639–1694), der letzte einflussreiche Herrscher von Lan Xang (viet. Ai Lao). Der darauf folgende Nachfolgestreit führte zum Zusammenbruch des Reiches. Aus diesem Nachfolgestreit ging ein königliches Mitglied namens Ông Lô, der sich aufgrund internen Konflikten innerhalb der Königsfamilie in Nghệ An aufhielt. Im Winter 1696 befahl Fürst Trịnh Căn Đặng Tiến Thự, dem Gouverneur von Nghệ An, Ông Lô mithilfe der Begleitung der Đàng-Ngoài-Truppen als neuer König von Lan Xang auszurufen. Da Ông Lô lange Zeit keinen Tribut gezahlt hatte, sandte Trịnh Căn 1706 einen Gesandten, der Ông Lô alle drei Jahre bitten sollte, Tribut zu zahlen. Daraufhin bat Ông Lô Đàng Ngoài um militärische Hilfe und auch einen Teil der Fürstenfamilie zu sein. Trịnh Căn sandte ein Trostdokument und gab seine Nichte als Prinzessin zur Frau für die Heirat mit Ông Lô. Dadurch konnte die Westgrenze gesichert werden.

## Problem bei der Nachfolge
Während seiner Herrschaft hatte Fürst Trịnh Căn Probleme bei der Auswahl seiner Nachfolger. Er war damit beschäftigt, seinen Nachfolger zu wählen. Laut dem Buch „Khâm định Việt sử thông giám cương mục“ (dt. Kaiserliche Zusammenstellung der vietnamesischen Geschichte) starb sein ältester Sohn, Trịnh Vịnh, um 1681 im frühen Alter. Trịnh Căn wählte seinen zweiten Sohn, Trịnh Bách, als Nachfolger auf dem Fürstenthron. Jedoch starb Trịnh Bách auch um 1687 im frühen Alter. Trịnh Bính, Trịnh Vịnh Sohn und Fürst Trịnh Căns Enkel, wurde als Nachfolger für den Fürstenthron eingesetzt. Zu diesem Zeitpunkt war Trịnh Bính bereits im Erwachsenenalter. Jedoch starb Trịnh Bính im Jahre 1703. Trịnh Cương, Trịnh Bínhs Sohn, war in diesem Jahr erst 18 Jahre alt, wurde aber nach dem Tod seines Vaters von seinem Urgroßvater Trịnh Căn durch den Rat von Nguyễn Quý Đức und Đặng Đình Tướng als Thronerbe der Trịnh-Fürsten eingesetzt. Das löste einen Thronstreit aus, denn die zwei Söhne von Trịnh Bính, Trịnh Luân (Provinzherzog Hằng) und Trịnh Phất (Provinzherzog Đĩnh), akzeptierten Trịnh Cương nicht als Erbe für den Fürstenthron. Sie arbeiteten zusammen mit Đào Quang Nhai (Provinzherzog Quỳnh), Lê Thời Đường (Markgraf Trịnh Lộc) und Nguyễn Quang Phụ (Markgraf Hân Thọ), um einen Putsch gegen Trịnh Cương durchzuführen, was aber von einem Mandarin namens Nguyễn Công Cơ entlarvt wurde. Anschließend wurden Trịnh Luân und Trịnh Phất hingerichtet.

## Literarisches Schaffen
Fürst Trịnh Căn war nicht nur Politiker und Militär, sondern auch Dichter. Er hinterließ etwa 90 Gedichte, die in der Gedichtssammlung „Khâm Định Thăng Bình Bách Vịnh Tập“, die in Chữ Nôm und in der Gedichtform Hàn Luật geschrieben wurden. Zwei davon ließ er in Holztafeln schnitzen. Die „Khâm Định Thăng Bình Bách Vịnh Tập“ war seine Sammlung königlicher Gedichte im Namen der Monarchie mit dem Ziel, seine Dynastie und deren Verdienste bei der Herrschaft über das Volk zu loben. Seine Gedichte handelten sich oftmals von der Betonung konfuzianischer und ostasiatischer Philosophie, das höfische Leben, die friedliche Landschaften und das friedliche Leben, die Harmonie von Himmel, Erde und Menschen (viet. Thiên-Địa-Nhân), den Lob an den Persönlichkeiten mit Verdiensten für das Land sowie die Lobung der Kunstschaffenden und architektonischen Werke.

## Tod
Am 17. Juni 1709 starb Trịnh Căn im Alter von 77 Jahren, nachdem er 28 Jahre (1682–1709) über Đàng Ngoài (Tonkin) regiert hatte. Sein Urenkel, Trịnh Cương, der mit dem Herrschaftstitel Hy Tổ Nhân vương verliehen wurde, trat seine Nachfolge an. Nach seinem Tod wurde Trịnh Căn mit dem Herrschertitel Khang Vương (康王), den Tempelnamen Chiêu Tổ (文祖) und dem postumen Namen Dung Hoán verliehen. Er wurde auf dem Feld Diên Thượng im heutigen Bezirk Yên Định in der Provinz Thanh Hóa bestattet.

### Vietnamesisch
- Quốc Sử Quán Triều Nguyễn (Hrsg.): Khâm Định Việt Sử Thông Giám Cương Mục. Giáo Dục, Hanoi 1998, ISBN 978-6-04478865-4 (vietnamesisch).
- Vũ Ngọc Khánh: Vua trẻ trong lịch sử Việt Nam. Nhà xuất bản Thanh Niên, Ho-Chi-Minh-Stadt 2004 (vietnamesisch).
- Quỳnh Cư, Đỗ Đức Hùng: Các Triều Đại Việt Nam. Nhà xuất bản Thanh Niên, 2005, ISBN 978-6-04984550-5 (vietnamesisch).
- Trịnh Như Tấu: Trịnh Gia Chính Phả. Nhà xuất bản Nhật Nam, 1933 (vietnamesisch).
- Đại Việt sử ký toàn thư. Nhà Xuất bản Khoa Học Xã Hội, Hanoi 1993, ISBN 978-6-04323635-4 (vietnamesisch).
- Lịch sử Việt Nam. Band 4. Nhà xuất bản Khoa học xã hội, 2017 (vietnamesisch).
- Phạm Văn Sơn: Việt sử tân biên. Band 3. Cơ sở xuất bản Đại Nam, Ho-Chi-Minh-Stadt 1959 (vietnamesisch).
- Nguyễn Khoa Chiêm: Nam triều công nghiệp diễn chí. Nhà Xuất bản Đại học và Giáo dục chuyên nghiệp, Hanoi 1990 (vietnamesisch).
- Nguyễn Hoàn, Lê Quý Đôn, Vũ Miên: Đại Việt sử ký tục biên. Hrsg.: Ngô Thế Long, Nguyễn Đổng Chi. Nhà Xuất bản Hồng Đức, 2018, ISBN 978-6-04894825-2 (vietnamesisch).
- Tạ Chí Đại Trường: Bài sử khác cho Việt Nam. Nhà xuất bản Kệ sách, 2011, ISBN 978-1-4524-6600-2 (vietnamesisch).